# مونته‌لونگو
مونته‌لونگو (به ایتالیایی: Montelongo) یک کومونه در ایتالیا است که در استان کامپوباسو واقع شده‌است.

## خصوصیات
مونته‌لونگو ۱۲٫۷ کیلومترمربع مساحت و ۴۵۶ نفر جمعیت دارد.